# Elisabeth van Aragón
Elisabeth van Aragón ook bekend als Elisabeth van Portugal (Zaragoza, 1271 - Estremoz, 4 juli 1336) was van 1282 tot 1325 koningin-gemalin van Portugal. Ze behoorde tot het huis Barcelona. In 1625 werd ze door de Rooms-Katholieke Kerk heilig verklaard.

## Levensloop
Elisabeth was de dochter van koning Peter III van Aragón en Constance van Sicilië, dochter van koning Manfred van Sicilië.
De zeer religieuze Elisabeth huwde op 24 juni 1282 met koning Dionysius van Portugal (1261-1325). Als bruidsschat kreeg zij Óbidos, Abrantes en Porto de Mós toegewezen. Als koningin-gemalin van Portugal wijdde Elisabeth zich aan de armen en zieken. Ook speelde ze een actieve rol in de Portugese politiek en nam ze deel aan de onderhandelingen die in 1297 tot het Verdrag van Alcañices leidden, waarbij haar echtgenoot Dionysus en koning Sancho IV van Castilië de grenzen tussen hun koninkrijken regelden. In 1304 reisden Dionysius en Elisabeth naar Spanje om te bemiddelen in het conflict tussen koning Ferdinand IV van Castilië en koning Jacobus II van Aragón, Elisabeths broer.
Elisabeth trad als bemiddelaar op in de burgeroorlog die haar man en haar zoon Alfons tussen 1322 en 1324 voerden. Alfons beschuldigde zijn vader Dionysius ervan dat hij zijn buitenechtelijke zoon Afonso Sanchez begunstigde. Nabij Alvalade kon Elisabeth in 1323 naar verluidt een veldslag tussen vader en zoon verhinderen door zich te muildier tussen de twee legers te positioneren. In 1324 kwam het tot vrede nadat Dionysius zijn buitenechtelijke zoon verbannen had.
Na het overlijden van Dionysius in 1325 trok Elisabeth zich terug in het Clarissenklooster van Coimbra. Ze vervoegde de Derde Orde van Sint-Franciscus en wijdde zich de rest van haar leven aan de zorg voor zieken en armen. Ook bood ze onderdak aan pelgrims, leidde ze de kinderen van arme edelen op en was ze weldoenster van ziekenhuizen en religieuze projecten. In 1336 werd Elisabeth nogmaals ingeschakeld als vredestichtster, in het conflict tussen haar zoon Alfons IV en koning Alfons XI van Castilië. Nadat ze erin geslaagd was om vrede te sluiten, stierf ze begin juli 1336 in het kasteel van Estremoz. Ze werd bijgezet in het Clarissenklooster van Coimbra.
In 1526 werd Elisabeth zalig verklaard en op 25 mei 1625 werd ze door paus Urbanus VIII heilig verklaard. Haar naamdag valt op 4 juli.

## Nakomelingen
Elisabeth en haar echtgenoot Dionysius kregen twee kinderen:
- Constance (1290-1313), huwde in 1302 met koning Ferdinand IV van Castilië
- Alfons IV (1291-1357), koning van Portugal

- Biblioteca Nacional de España: XX878190
- Bibliothèque nationale de France: cb131772411 (data)
- Catàleg d'autoritats de noms i títols de Catalunya: 981058614669606706
- Gemeinsame Normdatei: 118995219
- International Standard Name Identifier: 0000 0000 7821 2063
- Library of Congress Control Number: n84012774
- Nationale Bibliotheek van Tsjechië: jo20191046409
- Nationale Bibliotheek van Polen: a0000001191053
- Nederlandse Thesaurus van Auteursnamen: 089541197
- Système universitaire de documentation: 035257997
- Virtual International Authority File: 66823734
- WorldCat: E39PBJtCwqTd8yfdgj6BRg7bVC